# The Incredible String Band
The Incredible String Band (также: ISB) — британская фолк-группа, образовавшаяся в Эдинбурге, Шотландии в 1966 году. ISB, считающиеся родоначальниками психоделического (или эйсид-) фолка, в музыкальных структурах, основанных на кельтских традициях, использовали, в числе прочих, восточные и ближневосточные мелодии и инструменты; их музыку считали «своей» британские хиппи.

## История группы
История ISB уходит корнями в 1963 год, когда акустический фолк/блюграсс-дуэт Робин Уильямсон — Клайв Палмер начал выступать в эдинбургском клубе «Crown Bar» (завсегдатаем которого был в то время и Берт Дженш). В августе 1965 года их впервые услышал Джо Бойд, тогда ещё лишь искавший таланты для влиятельного лейбла Electra Records, специализировавшегося на фолк-музыке.
Когда к дуэту в качестве ритм-гитариста присоединился Майк Херон, появилось и название: The Incredible String Band. В 1966 году группа стала постоянно выступать в ночном фолк-клубе Clive’s Incredible Folk Club в Глазго. Тем временем Бойд был назначен главой лондонского отделения Electra Records. Получив от ISB демо-плёнку (в основном, блюграсс-стандарты и несколько собственных композиций), он немедленно подписал с ними контракт, опередив конкурентов из Transatlantic Records.
Первый альбом группы, The Incredible String Band, записанный в студии Sound Techniques в мае 1966 года, в ежегодном опросе Melody Maker был признан лучшим фолк-альбомом года. Боб Дилан в интервью журналу Sing Out! называл «October Song» своей любимой вещью тех времён.
Вскоре после завершения работы над первым альбомом трио распалось: Палмер в составе хиппиозной коммуны отправился в Индию и Афганистан, Уильямсон с подругой Ликорис Маккейни улетел в Марокко. Херон, оставшись в Эдинбурге, вошёл в состав Rock Bottom.
Вскоре Уильямсон вернулся (без денег, но со множеством марокканских инструментов), Херон присоединился к нему, и реформированные (пока в качестве дуэта) ISB в ноябре 1966 года провели турне по Великобритании, сопровождая известных фолк-исполнителей Тома Пакстона и Джуди Коллинз. Бойд, ставший к этому времени менеджером и продюсером группы, договорился о её участии в Ньюпортском фолк-фестивале. Группа выступила здесь на одной сцене с Джони Митчелл и Леонардом Коэном.
В июле 1967 года — при участии Дэнни Томпсона (Pentangle, на контрабасе) и Ликорис (вокал, перкуссия) — ISB записали второй альбом The 5000 Spirits or the Layers of the Onion. Пластинка, в которой были использованы восточные и африканские инструменты, оказалась близкой по духу к психоделическому року, не в последнюю очередь благодаря утончённым, причудливым текстам. Своеобразные творческие отношения сложились и внутри коллектива.
Майк и Робин не были друзьями: они всегда общались друг с другом через Майка. Лишившись этого буфера, они преисполнились друг к другу неприязнью. К счастью, авторский вклад их был совершенно равнозначен — как в качественном, так и в количественном отношении. Но едва только один предлагал свою песню, как другой тут же ставил условие: она будет включена в репертуар в том случае, если он, второй, аранжирует инструменты и вокальную гармонию.Джо Бойд. White Bicycles. Making Music in the 1960s 

### 1968—1971
В 1968 году пробил звёздный час ISB: альбом The Hangman’s Beautiful Daughter достиг в Британии 5-го места и был номинирован в США на «Грэмми». Его центральной вещью (наряду с «The Minotaur’s Song» Уильямсона) стала 13-минутная сюита Херона «A Very Cellular Song»: нечто о «…жизни, любви и амёбах», выстроенное на двух музыкальных темах: спиричуэле («I Bid You Goodnight») и сикхских песнопениях. Полноправными участницами коллектива к этому времени стали подруги музыкантов: Ликорис Маккейни и Роуз Симпсон, не только исполнившие вокальные партии, но и сыгравшие на многих инструментах (орган, гитары, перкуссия). Вскоре Сипмсон стала вполне компетентной бас-гитаристкой, а МакКехни дебютировала на авторском поприще. В том же 1968 году группа вышла в британское турне (с концертами в таких залах, как Ройал Фестивал Холл и Ройал Алберт Холл), которое продолжилось за океаном. В Нью-Йорке произошло роковое (с точки зрения многих фанов и критиков) знакомство участников группы с Дэвидом Симонсом (он же Rex Rakish), который уговорил их присоединиться к последователям сайентологии.
Двойной альбом Wee Tam and The Big Huge, записанный перед началом американского турне, при (относительной) сдержанности в музыке, в концептуальном отношении был ещё более авангарден. Его можно рассматривать как цельное размышление о смысле жизни и природе человеческой сущности, через призму религии и мифологии. Отличительной чертой альбома стал контраст между возвышенностью композиций Уильямсона и приземлёнными вещами Херона.
Все эти годы участники группы жили коммуной на ферме неподалёку от Ньюпорта в Пемброкшире, Уэльс. Именно здесь зародилась идея о сотрудничестве с театральной труппой Exploding Galaxy. Снятый общими усилиями фильм о группе, «Be Glad For the Song Has No Ending», а также фантазийный сиквел «The Pirate and the Crystal Ball» в своё время прошли незамеченными, но будучи недавно перевыпущенными на видео и DVD, способствовали пробуждению интереса к ISB среди психоделик-фанов нового поколения.
Большую часть 1969 году группа провела в гастролях по США и Великобритании. В августе они сыграли в Вудстоке, но позже, чем было запланировано (поскольку отказались выступать в первый день под проливным дождём и своё место уступили Мелани), из-за чего в фильм не попали. Кроме того, публика, взвинченная предшествовавшей тяжелой психоделией (в частности, выступлением Canned Heat), отнеслась к ISB сдержанно. Разочаровали поклонников и два следующих альбома: Changing Horses (ноябрь 1969) и I Looked Up (апрель 1970).
К этому времени ISB разработали уже собственный стиль сценических выступлений — с яркими костюмами, вычурными декорациями, поэтическими декламациями и экзотическими танцами. В 1970 году Уильямсон (при минимальном участии Херона) попытался воплотить все свои музыкально-театральные идеи в мультимедийном спектакле «U» (премьера которого состоялась в лондонском «Roundhouse»), анонсированном как «сюрреалистическая песенно-танцевальная притча». Специально для участия в нём временным участником группы стал вокалист, бас-гитарист и актёр Малкольм ЛеМестр (англ. Malcolm LeMaistre).
В 1972 году группа окончательно переключилась на электрический фолк-рок, но просуществовала лишь два года и после альбома Hard Rope & Silken Twine распалась. Оба основателя группы сделали сольную карьеру: Херон в рок-музыке, Уильямсон же продолжил исследование своих кельтских корней и стал одним из самых известных фолк-музыкантов Шотландии, особенно после того, как записал совместный альбом с Джоном Ренборном из группы Pentangle, за который получил премию Грэмми. 
В 1980-х — 1990-х годах о группе забыли, но интерес к ней (и к психоделии 60-х в целом) резко возрос в начале нового века.

## Дискография

### Альбомы
- The Incredible String Band (1966)
- The 5000 Spirits or the Layers of the Onion (1967)
- The Hangman’s Beautiful Daughter (1968)
- Wee Tam and the Big Huge (1968)
- Changing Horses (1969)
- I Looked Up (Elektra, April 1970)
- U (Elektra, October 1970)
- Be Glad for the Song Has No Ending (Island, March 1971)
- Relics (Elektra compilation)
- Liquid Acrobat as Regards the Air (Island, October 1971)
- Earthspan (Island, November 1972)
- No Ruinous Feud (Island, March 1973)
- Hard Rope and Silken Twine (Island, March 1974)
- Seasons They Change (Island compilation, 1976)
- BBC Radio 1 Live In Concert (1992)
- The Chelsea Sessions 1967 (1997, CD)
- Nebulous Nearnesses (2004, CD)